# Tyto novaehollandiae
Il barbagianni australiano (Tyto novaehollandiae (Stephens, 1826)) è un uccello rapace notturno appartenente alla famiglia Tytonidae, distribuito in Asia e Oceania.

## Descrizione
Grande 35–47 cm. Il dorso è arancio macchiettato di bianco e con chiazze scure, mentre il ventre è bianco punteggiato di nero.

## Biologia
Specie di abitudini notturne, si nutre di piccoli animali.

## Distribuzione e habitat
La specie è diffusa in Australia, Papua Nuova Guinea e Indonesia.